# Greyster
Greyster (greysther) – typ psa zaprzęgowego pochodzący z Norwegii. Nazwa opisuje główne rasy wchodzące w skład tej mieszanki czyli charta angielskiego (greyhounda) i wyżła niemieckiego (vorsthera). Często spotykana jest też domieszka pointera. Greystery są najszybszymi psami sprinterskimi startującymi z powodzeniem w skijoringu, pulce, canicrossie, bikejoringu i mniejszych klasach zaprzęgowych. Zewnętrznie najbardziej przypominają wyżły gdyż to głównie ich krew (około 75%) mają w żyłach. Największe zasługi w popularyzacji greysterów można przypisać Norweżce Lenie Boysen Hillestad, z której hodowli pochodzą przodkowie dla większości greysterów - Tigergutta albo Turbojuniora.
Psy dość wysokie, umięśnione, sportowa sylwetka, wzrost około 55-68cm. Greystery mają sierść zazwyczaj czarną, brązową czy łaciatą lub dereszowatą. Duże wiszące uszy, oczy ciemnobrązowe, długie kończyny, dość dobrze umięśnione. Ogon osadzony wysoko, czasem lekko skręcony.